# Nati nel 1969/Marzo
| Questa pagina contiene informazioni ricavate automaticamente dalle voci biografiche con l'ausilio del template Bio e di un bot. L'aggiornamento è periodico e automatico e ricostruisce completamente la pagina. Se manca una persona in questa lista, sei pregato di non aggiungerla, ma accertati piuttosto che la sua voce biografica contenga il template Bio e che i dati anagrafici siano correttamente compilati. Se il template Bio manca, inseriscilo tu stesso o, in alternativa, metti l'avviso {{tmp\|Bio}} che ne segnala la mancanza. Se i dati riportati sono sbagliati, correggi direttamente la voce biografica; le modifiche saranno visibili in questa lista entro pochi giorni. Per chiarimenti vedi il progetto biografie. La lista contiene solo le 337 persone che sono citate nell'enciclopedia e per le quali è stato implementato correttamente il template Bio. Pagina aggiornata al 18 ago 2025. |

- 1º marzo - Javier Bardem, attore spagnolo
- 1º marzo - Marco Barnabino, fotografo italiano
- 1º marzo - Jana Bode, ex slittinista tedesca
- 1º marzo - Vincenzo Esposito, allenatore di pallacanestro e ex cestista italiano
- 1º marzo - Christophe Horlaville, ex calciatore francese
- 1º marzo - Turki bin Mohammed bin Nasser Al Sa'ud, principe e funzionario saudita
- 2 marzo - Mesrûr Barzanî, politico curdo
- 2 marzo - Scott Gibbons, musicista e compositore statunitense
- 2 marzo - Gianni Iapichino, ex astista e multiplista italiano
- 2 marzo - Tiziano Marchesi, ultramaratoneta italiano
- 2 marzo - Oleg Alexandrovič Maskaev, ex pugile uzbeko
- 2 marzo - Geir Nordby, allenatore di calcio norvegese
- 2 marzo - Paola Taverna, politica italiana
- 3 marzo - Csilla Bátorfi, tennistavolista ungherese
- 3 marzo - Stefano Biglia, fumettista italiano
- 3 marzo - Deborah Blando, cantante e polistrumentista brasiliana
- 3 marzo - Hans De Clercq, dirigente sportivo e ex ciclista su strada belga
- 3 marzo - He Jun, ex cestista cinese
- 3 marzo - Hideyasu Moto, fumettista e illustratore giapponese
- 3 marzo - Erik Hoftun, dirigente sportivo e ex calciatore norvegese
- 3 marzo - Horst Steffen, allenatore di calcio e ex calciatore tedesco
- 3 marzo - Antonio Javier Sánchez García, allenatore di calcio a 5 e ex giocatore di calcio a 5 spagnolo
- 3 marzo - Tsai Yuansheng, astronomo taiwanese
- 3 marzo - Simon Whitlock, giocatore di freccette australiano
- 4 marzo - Chaz Bono, attore, musicista e scrittore statunitense
- 4 marzo - Jez Butterworth, drammaturgo, sceneggiatore e regista britannico
- 4 marzo - Pierluigi Casiraghi, allenatore di calcio e ex calciatore italiano
- 4 marzo - Herbert Dorfmann, politico italiano
- 4 marzo - André Luís Guimarães Fonseca, ex cestista brasiliano
- 4 marzo - Stina Nordenstam, cantautrice e musicista svedese
- 4 marzo - Pier Paolo Pizzimbone, politico italiano
- 4 marzo - Henrik Rödl, allenatore di pallacanestro e ex cestista tedesco
- 4 marzo - Tekla, cantante svedese
- 4 marzo - Annie Yi, attrice taiwanese
- 5 marzo - Gabriele Baraldi, ex calciatore e allenatore di calcio italiano
- 5 marzo - Paul Blackthorne, attore britannico
- 5 marzo - Sabine Bohlmann, doppiatrice, direttrice del doppiaggio e attrice tedesca
- 5 marzo - Andrea Cangini, giornalista e politico italiano
- 5 marzo - Tom Dehaene, politico belga
- 5 marzo - Vincent Etcheto, ex rugbista a 15 e allenatore di rugby a 15 francese
- 5 marzo - Jennifer Kent, attrice, sceneggiatrice e regista australiana
- 5 marzo - MC Solaar, rapper francese
- 5 marzo - Enzo Masiello, atleta paralimpico e fondista italiano
- 5 marzo - Rio Natsuki, doppiatrice giapponese
- 5 marzo - Rena Riffel, attrice, regista e produttrice cinematografica statunitense
- 5 marzo - Moussa Saïb, ex calciatore algerino
- 5 marzo - Juan Carlos Villamayor, ex calciatore paraguaiano
- 6 marzo - Andrea Alomo, ex cestista argentina
- 6 marzo - Tat'jana Bulanova, cantante russa
- 6 marzo - Antonio Cermeño, pugile venezuelano († 2014)
- 6 marzo - Andrea Elson, attrice televisiva statunitense
- 6 marzo - Fabio Francini, ex calciatore sammarinese
- 6 marzo - Nikolaj Koppel, giornalista e conduttore televisivo danese
- 6 marzo - Daniel Fernando López, ex calciatore cileno
- 6 marzo - Amy Pietz, attrice statunitense
- 6 marzo - Jintara Poonlarp, cantante thailandese
- 6 marzo - Juan Antonio Prieto, ex atleta paralimpico spagnolo
- 6 marzo - Nicholas Rogers, attore e modello australiano
- 6 marzo - Milenko Topić, ex cestista e allenatore di pallacanestro serbo
- 7 marzo - Takanori Kōno, ex combinatista nordico giapponese
- 7 marzo - Valentin Kononen, ex marciatore finlandese
- 7 marzo - Massimo Lotti, allenatore di calcio e ex calciatore italiano
- 7 marzo - Hideki Noda, pilota automobilistico giapponese
- 7 marzo - Augusto Martín Quijano Rodríguez, vescovo cattolico peruviano
- 7 marzo - Valeria Rossi, cantautrice italiana
- 7 marzo - Dionysius Sebwe, ex calciatore liberiano
- 7 marzo - Jeff Struecker, scrittore statunitense
- 8 marzo - Martina Accola, ex sciatrice alpina svizzera
- 8 marzo - Michael Bergin, supermodello e attore statunitense
- 8 marzo - Claudio Castrogiovanni, attore italiano
- 8 marzo - Don Hall, regista e sceneggiatore statunitense
- 8 marzo - Devon Michaels, attrice pornografica statunitense
- 8 marzo - Jens Peter Nünemann, attore tedesco
- 8 marzo - Dorota Poźniak, ex cestista polacca
- 8 marzo - Juan de Dios Ramírez Perales, ex calciatore messicano
- 8 marzo - Gard Sveen, scrittore e politologo norvegese
- 8 marzo - Giuseppe Vassallo, ex giocatore di calcio a 5 e allenatore di calcio a 5 italiano
- 9 marzo - Mahmoud Abdul-Rauf, ex cestista statunitense
- 9 marzo - Carlos Bernegger, allenatore di calcio, dirigente sportivo e ex calciatore argentino
- 9 marzo - Peter Buckley, pugile inglese
- 9 marzo - Martin Frýdek, allenatore di calcio e ex calciatore ceco
- 9 marzo - Antonio Grimaldi, stilista italiano
- 9 marzo - Kimberly Guilfoyle, avvocato e scrittrice statunitense
- 9 marzo - Glenn Holm, ex calciatore norvegese
- 9 marzo - La India, cantante portoricana
- 9 marzo - Igor' Juščenko, allenatore di calcio e ex calciatore russo
- 9 marzo - Vladimír Kinder, ex calciatore slovacco
- 9 marzo - Roy Lassiter, ex calciatore statunitense
- 9 marzo - Michele Manganelli, direttore di coro, direttore d'orchestra e compositore italiano
- 9 marzo - Andrej Panadić, allenatore di calcio e ex calciatore jugoslavo
- 9 marzo - Adam Siegel, chitarrista e produttore discografico statunitense
- 9 marzo - Neil Strauss, giornalista e scrittore statunitense
- 10 marzo - Johnny Araya, bassista statunitense
- 10 marzo - Harley Bertholdsen, ex calciatore faroese
- 10 marzo - Paget Brewster, attrice statunitense
- 10 marzo - Giandomenico Costi, dirigente sportivo, allenatore di calcio e ex calciatore italiano
- 10 marzo - Nasos Galakteros, ex cestista greco
- 10 marzo - Fuminori Kizaki, animatore giapponese
- 10 marzo - Milorad Korać, ex calciatore serbo
- 10 marzo - Antonio Marciello, militare italiano
- 10 marzo - Massimo Polidoro, giornalista, scrittore e divulgatore scientifico italiano
- 10 marzo - Vanja Popova, ex cestista bulgara
- 10 marzo - Hany Ramzy, allenatore di calcio e ex calciatore egiziano
- 10 marzo - Ximena Restrepo, ex velocista colombiana
- 10 marzo - Dave Sheridan, attore, sceneggiatore e musicista statunitense
- 10 marzo - Magnus Svensson, ex calciatore svedese
- 10 marzo - József Szabó, ex nuotatore ungherese
- 11 marzo - Domenico Angiulli, militare italiano
- 11 marzo - Diego Caverzan, allenatore di calcio e ex calciatore italiano
- 11 marzo - Álvaro Delgado Ceretta, politico uruguaiano
- 11 marzo - Pete Droge, cantautore statunitense
- 11 marzo - John Fina, ex giocatore di football americano statunitense
- 11 marzo - Terrence Howard, attore statunitense
- 11 marzo - Rami Jaffee, tastierista e produttore discografico statunitense
- 11 marzo - Michael Rulli, politico e imprenditore statunitense
- 11 marzo - Soraya, cantautrice, chitarrista e arrangiatrice statunitense († 2006)
- 11 marzo - Dragan Vukoja, ex calciatore croato
- 12 marzo - Fabrizio Cornegliani, paraciclista italiano
- 12 marzo - Graham Coxon, cantautore, chitarrista e pittore britannico
- 12 marzo - Stéphane Exartier, ex sciatore alpino francese
- 12 marzo - Giuseppe Fiorello, attore, produttore cinematografico e sceneggiatore italiano
- 12 marzo - Jake Tapper, giornalista, scrittore e fumettista statunitense
- 12 marzo - Beatrix Kökény, ex pallamanista ungherese
- 12 marzo - Liang Jun, ex schermitrice cinese
- 12 marzo - Matt McDonough, batterista statunitense
- 12 marzo - Akemi Okamura, doppiatrice giapponese
- 12 marzo - Muhammad Oliver, ex giocatore di football americano statunitense
- 12 marzo - Aleksandr Šmarko, ex calciatore russo
- 13 marzo - Luca Bucci, allenatore di calcio e ex calciatore italiano
- 13 marzo - Christopher Coke, criminale giamaicano
- 13 marzo - Masakatsu Funaki, artista marziale misto, wrestler e attore giapponese
- 13 marzo - Rossie Harris, attore e musicista statunitense
- 13 marzo - Ognjen Kržić, ex pallanuotista croato
- 13 marzo - Lars Michaelsen, dirigente sportivo e ex ciclista su strada danese
- 13 marzo - Susanna Mälkki, direttrice d'orchestra e violoncellista finlandese
- 13 marzo - Wilson Constantino Novo Estrela, ex calciatore angolano
- 13 marzo - Michele Pasinato, pallavolista e allenatore di pallavolo italiano († 2021)
- 13 marzo - Thomas von Scheele, tennistavolista svedese
- 13 marzo - Denise Scott, ex cestista canadese
- 13 marzo - Deborah Snyder, produttrice cinematografica statunitense
- 13 marzo - Zhu Xiaodong, ex giocatore di calcio a 5 cinese
- 14 marzo - Greg Biekert, ex giocatore di football americano e allenatore di football americano statunitense
- 14 marzo - Massimo Brioschi, allenatore di calcio e ex calciatore italiano
- 14 marzo - Antonio Ciacca, pianista, compositore e arrangiatore italiano
- 14 marzo - Andrea Del Bianco, allenatore di calcio e ex calciatore italiano
- 14 marzo - Daniel Dichiaro, ex giocatore di calcio a 5 argentino
- 14 marzo - Giancarlo Guerrero, direttore d'orchestra costaricano
- 14 marzo - Jukka Hartonen, ex fondista finlandese
- 14 marzo - Larry Johnson, ex cestista statunitense
- 14 marzo - Beulah McGillicutty, ex wrestler e scrittrice statunitense
- 14 marzo - Viktoras Olšanskis, ex calciatore lituano
- 14 marzo - Gelsomina Vono, politica italiana
- 15 marzo - Laurie Berkner, cantante statunitense
- 15 marzo - Giuseppe Busia, giurista e dirigente pubblico italiano
- 15 marzo - Sylvain Curinier, ex canoista francese
- 15 marzo - Monica Dolan, attrice britannica
- 15 marzo - Pat Fenlon, allenatore di calcio e ex calciatore irlandese
- 15 marzo - Gianluca Festa, allenatore di calcio e ex calciatore italiano
- 15 marzo - Martin Hübscher, agricoltore e politico svizzero
- 15 marzo - Karel Komárek, imprenditore ceco
- 15 marzo - Timo Kotipelto, cantante finlandese
- 15 marzo - Elvir Laković Laka, cantante bosniaco
- 15 marzo - Loriana Lana, musicista, cantante e paroliera italiana
- 15 marzo - John Ene Okon, calciatore nigeriano († 2016)
- 15 marzo - Apollo Papathanasio, cantante greco
- 15 marzo - Kim Raver, attrice e produttrice televisiva statunitense
- 15 marzo - Antonia Solomon, ex cestista neozelandese
- 15 marzo - Michele Tetro, saggista, storico del cinema e critico cinematografico italiano
- 16 marzo - Judah Friedlander, attore statunitense
- 16 marzo - Lucia Goracci, giornalista italiana
- 16 marzo - Sejad Halilović, ex calciatore bosniaco
- 16 marzo - Pat Harlow, ex giocatore di football americano statunitense
- 16 marzo - Juan Hernández Sierra, ex pugile cubano
- 16 marzo - Alina Ivanova, ex marciatrice e maratoneta russa
- 16 marzo - Aggelos Korōnios, ex cestista e allenatore di pallacanestro greco
- 16 marzo - Li Bing, allenatore di calcio e ex calciatore cinese
- 16 marzo - Harold Sakuishi, fumettista giapponese
- 16 marzo - Tonhi Terenzi, ex schermidore italiano
- 17 marzo - Ilie Bolojan, politico rumeno
- 17 marzo - Kurt Brugger, ex slittinista italiano
- 17 marzo - Benoît Cœuré, economista francese
- 17 marzo - Ancil Elcock, ex calciatore trinidadiano
- 17 marzo - Edgar Grospiron, ex sciatore freestyle francese
- 17 marzo - Marc Lee, artista svizzero
- 17 marzo - Alexander McQueen, stilista britannico († 2010)
- 17 marzo - Min Chunfeng, ex discobola cinese
- 17 marzo - Paola Palma, paroliera italiana
- 17 marzo - Gilbert Schaller, allenatore di tennis e ex tennista austriaco
- 18 marzo - Alessio De Giorgi, giornalista e imprenditore italiano
- 18 marzo - Marco Dreosto, politico italiano
- 18 marzo - Federica Gentile, conduttrice radiofonica, conduttrice televisiva e autrice televisiva italiana
- 18 marzo - Alessandro Grego, compositore italiano
- 18 marzo - Vasyl' Mychajlovyč Ivančuk, scacchista ucraino
- 18 marzo - Aleksandar Kocić, ex calciatore serbo
- 18 marzo - Andrej Lemanis, ex cestista e allenatore di pallacanestro australiano
- 18 marzo - Jimmy Morales, politico e comico guatemalteco
- 18 marzo - Max Paiella, comico, cantante e imitatore italiano
- 18 marzo - Luciana Pandolfelli, montatrice italiana
- 18 marzo - Sheila Taormina, ex nuotatrice, triatleta e pentatleta statunitense
- 18 marzo - Alessandro Tortato, musicista, direttore d'orchestra e storico italiano
- 18 marzo - Eric W. Weisstein, enciclopedista statunitense
- 19 marzo - Warren Barton, ex calciatore inglese
- 19 marzo - Tom Cross, montatore statunitense
- 19 marzo - Alberto Garlini, scrittore e poeta italiano
- 19 marzo - Gary Jules, cantautore statunitense
- 19 marzo - Tom McRae, cantautore britannico
- 19 marzo - Satoru Noda, ex calciatore e ex giocatore di calcio a 5 giapponese
- 19 marzo - Mana, musicista, stilista e modello giapponese
- 19 marzo - Kevin Shinick, attore, produttore cinematografico e regista statunitense
- 19 marzo - Connor Trinneer, attore statunitense
- 19 marzo - Tanya Vannini, ex nuotatrice italiana
- 19 marzo - Arjan Vermeulen, ex calciatore olandese
- 20 marzo - Caroline Brunet, canoista canadese
- 20 marzo - Kelly Conlon, bassista statunitense
- 20 marzo - Yvette Cooper, politica e economista inglese
- 20 marzo - Silvio Formichetti, pittore italiano
- 20 marzo - Mannie Fresh, rapper e produttore discografico statunitense
- 20 marzo - Mike Frier, giocatore di football americano statunitense († 2015)
- 20 marzo - Fabien Galthié, ex rugbista a 15, allenatore di rugby a 15 e dirigente sportivo francese
- 20 marzo - Heidi Diethelm Gerber, tiratrice a segno svizzera
- 20 marzo - Natalia Gherman, politica moldava
- 20 marzo - Stefano Grazioli, giornalista italiano
- 20 marzo - Christophe Juillet, ex rugbista a 15 e imprenditore francese
- 20 marzo - Sharon Manning, ex cestista e allenatrice di pallacanestro statunitense
- 20 marzo - Dan Steele, ex bobbista e multiplista statunitense
- 20 marzo - David Wilson, allenatore di calcio e ex calciatore inglese
- 20 marzo - Engin Yüksel, attore e doppiatore turco
- 21 marzo - Viktor Alonen, ex calciatore estone
- 21 marzo - Simon Busuttil, politico maltese
- 21 marzo - Inés María Calero, modella venezuelana
- 21 marzo - Allen Coulter, regista e produttore televisivo statunitense
- 21 marzo - Francesco D'Aniello, tiratore a volo italiano
- 21 marzo - Ali Daei, allenatore di calcio e ex calciatore iraniano
- 21 marzo - Diego Dolcini, stilista italiano
- 21 marzo - David Gramiccioli, attore, drammaturgo e giornalista italiano
- 21 marzo - Eber Moas, ex calciatore uruguaiano
- 21 marzo - Sandy Moger, ex hockeista su ghiaccio canadese
- 21 marzo - Matt Pini, ex rugbista a 15 e allenatore di rugby a 15 australiano
- 21 marzo - Pedro Rollán Ojeda, politico spagnolo
- 21 marzo - Jordi Soler, ex cestista spagnolo
- 21 marzo - Michael Weiner, ex arbitro di calcio tedesco
- 22 marzo - Meghan Chavalier, ex attrice pornografica e cantante statunitense
- 22 marzo - Dariusz Dźwigała, allenatore di calcio e ex calciatore polacco
- 22 marzo - Tony Fadell, ingegnere statunitense
- 22 marzo - Robert Halfon, politico britannico
- 22 marzo - Maria Cristina Luinetti, infermiera e militare italiana († 1993)
- 22 marzo - Russell Maryland, ex giocatore di football americano statunitense
- 22 marzo - Blythe Masters, imprenditrice statunitense
- 22 marzo - David Nyathi, allenatore di calcio e ex calciatore sudafricano
- 22 marzo - Ángeles Parejo, ex calciatrice spagnola
- 22 marzo - Tia Paschal, ex cestista statunitense
- 22 marzo - Andreas Pietschmann, attore tedesco
- 22 marzo - Mohammad Ghazi al-Jalali, politico e ingegnere siriano
- 23 marzo - David Anthony Durham, scrittore statunitense
- 23 marzo - Rosario Fina, dirigente sportivo e ex ciclista su strada italiano
- 23 marzo - Pierre Kolp, compositore e pedagogo belga
- 23 marzo - Roy Lee, produttore cinematografico e produttore televisivo statunitense
- 23 marzo - Jeffrey Lieber, sceneggiatore e produttore televisivo statunitense
- 23 marzo - Youri Mulder, allenatore di calcio e ex calciatore olandese
- 23 marzo - Fredrik Nyberg, ex sciatore alpino svedese
- 23 marzo - Massimiliano Oldoini, allenatore di pallacanestro italiano
- 23 marzo - David M. Rosenthal, regista, sceneggiatore e produttore cinematografico statunitense
- 23 marzo - Alessandro Scottà, ex sciatore freestyle italiano
- 24 marzo - Stephan Eberharter, ex sciatore alpino austriaco
- 24 marzo - Houston, ex attrice pornografica statunitense
- 24 marzo - Kuo Lee Chien-Fu, ex giocatore di baseball taiwanese
- 24 marzo - Maria Benvinda Levy, politica mozambicana
- 24 marzo - Kōnstantinos Loudīs, ex pallanuotista e allenatore di pallanuoto greco
- 24 marzo - Ilir Meta, politico albanese
- 24 marzo - Luís Oliveira, allenatore di calcio e ex calciatore brasiliano
- 24 marzo - José Luis Oltra, allenatore di calcio e ex calciatore spagnolo
- 24 marzo - Yūshi Ozaki, ex calciatore giapponese
- 24 marzo - Ryszard Wolny, ex lottatore polacco
- 24 marzo - Janelson Carvalho, ex pallavolista brasiliano
- 25 marzo - Pierluigi Basso Fossali, semiologo e saggista italiano
- 25 marzo - Dale Davis, ex cestista statunitense
- 25 marzo - Cathy Dennis, cantante, compositrice e produttrice discografica britannica
- 25 marzo - Mark Farina, disc jockey e produttore discografico statunitense
- 25 marzo - Liu Wang, astronauta cinese
- 25 marzo - Pierangelo Manzaroli, allenatore di calcio e ex calciatore sammarinese
- 25 marzo - Debbie Scerri, cantante e conduttrice televisiva maltese
- 25 marzo - Jeff Walker, bassista e cantante britannico
- 26 marzo - Almir de Souza Fraga, ex calciatore brasiliano
- 26 marzo - Jason Lytle, cantautore e produttore discografico statunitense
- 26 marzo - Alessandro Moscardi, ex rugbista a 15, dirigente sportivo e architetto italiano
- 26 marzo - Riccardo Onori, chitarrista, compositore e produttore discografico italiano
- 26 marzo - Didier Otokoré, ex calciatore ivoriano
- 26 marzo - Gina Tolleson, modella e editrice statunitense
- 27 marzo - Mariah Carey, cantautrice, attrice e produttrice discografica statunitense
- 27 marzo - Kevin Corrigan, attore statunitense
- 27 marzo - Freddie Foxxx, rapper e produttore discografico statunitense
- 27 marzo - Andrea Gnassi, politico italiano
- 27 marzo - Kermit Holmes, ex cestista statunitense
- 27 marzo - Gianluigi Lentini, ex calciatore italiano
- 27 marzo - Pauley Perrette, attrice e cantante statunitense
- 28 marzo - Jake Adelstein, giornalista, scrittore e investigatore statunitense
- 28 marzo - David Balleri, allenatore di calcio e ex calciatore italiano
- 28 marzo - Fabián Bustos, allenatore di calcio, dirigente sportivo e ex calciatore argentino
- 28 marzo - Giordano Caini, allenatore di calcio e ex calciatore italiano
- 28 marzo - Daniela Barcellona, mezzosoprano italiano
- 28 marzo - Greg Dennis, ex cestista statunitense
- 28 marzo - Ivan Gotti, ex ciclista su strada italiano
- 28 marzo - Ola Kaibjer, ex schermidore svedese
- 28 marzo - Nazan Kesal, attrice e regista teatrale turca
- 28 marzo - Elliot Perry, ex cestista statunitense
- 28 marzo - Brett Ratner, regista, produttore cinematografico e produttore televisivo statunitense
- 28 marzo - Rogério Micale, allenatore di calcio brasiliano
- 28 marzo - Earnie Stewart, ex calciatore statunitense
- 28 marzo - Ingrid Stöckl, ex sciatrice alpina austriaca
- 28 marzo - Ilke Wyludda, discobola e pesista tedesca († 2024)
- 28 marzo - Leigh Zimmerman, attrice, cantante e ballerina statunitense
- 29 marzo - Rodney Atkins, musicista statunitense
- 29 marzo - Kim Batten, ex ostacolista statunitense
- 29 marzo - Jeff Blackshear, giocatore di football americano statunitense († 2019)
- 29 marzo - Alan Budikusuma, ex giocatore di badminton indonesiano
- 29 marzo - Tess Daly, conduttrice televisiva britannica
- 29 marzo - Ugo Frosi, regista e sceneggiatore italiano
- 29 marzo - Juan Carlos Garrido, allenatore di calcio spagnolo
- 29 marzo - Steve Guppy, ex calciatore inglese
- 29 marzo - Toshihiko Honma, pilota motociclistico giapponese
- 29 marzo - Chiaki Ishikawa, cantante giapponese
- 29 marzo - Ted Lieu, politico statunitense
- 29 marzo - Sirisak Yodyardthai, allenatore di calcio e ex calciatore thailandese
- 30 marzo - Ara Ayvazyan, politico e diplomatico armeno
- 30 marzo - Troy Bayliss, pilota motociclistico australiano
- 30 marzo - Rosa D'Amato, politica italiana
- 30 marzo - Nuša Derenda, cantante slovena
- 30 marzo - Keith Holmes, pugile statunitense
- 30 marzo - Lex Medlin, attore statunitense
- 30 marzo - Richard Rawlings, imprenditore statunitense
- 31 marzo - Eleuterio Anguita, ex ciclista su strada spagnolo
- 31 marzo - Jerry Finn, produttore discografico statunitense († 2008)
- 31 marzo - Joy Holmes, ex cestista statunitense
- 31 marzo - Francesco Moriero, allenatore di calcio e ex calciatore italiano
- 31 marzo - Francesco Perilli, giornalista e conduttore radiofonico italiano
- 31 marzo - Nyamko Sabuni, politica svedese
- 31 marzo - Steve Smith, ex cestista statunitense